# Jahrbuch für Christliche Sozialwissenschaften
Das Jahrbuch für Christliche Sozialwissenschaften (JCSW) ist ein wissenschaftliches Publikationsorgan für die Gebiete Christliche Sozialethik, Theologie und Politische Philosophie. Es beansprucht, das Leitmedium für die wissenschaftliche Disziplin der (katholischen) Christlichen Sozialwissenschaften bzw. Christlichen Soziallehre im deutschsprachigen Raum zu sein. Das Jahrbuch erscheint einmal jährlich und versammelt Beiträge zu einem aktuellen gesellschaftsethischen Thema. Es erscheint beim Aschendorff Verlag (Münster) und wird von der Direktorin des Instituts für Christliche Sozialwissenschaften an der Katholisch-Theologischen Fakultät der Universität Münster herausgegeben.
Das Jahrbuch wird vor allem national in Wissenschaft und Gesellschaft wahrgenommen.

## Geschichte
Das Jahrbuch wurde 1960 als Jahrbuch des Instituts für Christliche Sozialwissenschaften der Westfälischen Wilhelms-Universität Münster von dem Institutsgründer Joseph Höffner begründet und erschien zunächst im Regensberg Verlag, Münster. Mit Band 9 (1968) erfolgte die Umbenennung in Jahrbuch für Christliche Sozialwissenschaften (ISSN 0075-2584). Seit 2005 (Band 46) erscheint das Jahrbuch im Aschendorff Verlag, Münster.
Mit dem Jahrgang 52 (2011) wird in einigen Rubriken das Peer-Review-Verfahren zur Qualitätssicherung der Beiträge angewendet, seither erscheinen auch englischsprachige Beiträge. Seit Anfang 2012 publiziert das Jahrbuch seine Beiträge auch online.
Herausgeber des JCSW seit 1960:
- ab Jahrgang 1/1960–1965: Joseph Höffner
- ab Jahrgang 7,8/1966,67 - 1981: Wilhelm Weber
- ab Jahrgang 26/1985–1987: Anton Rauscher
- ab Jahrgang 28/1987–1997: Franz Furger
- Jahrgang 39/1998: Antonio Autiero
- ab Jahrgang 40/1999–2009: Karl Gabriel
- ab Jahrgang 51/2010: Marianne Heimbach-Steins

Die Schriftleitung hatte ab 2010 Alexander Filipović inne, seit dessen Weggang nach München im Jahr 2013 Claudius Bachmann.

## Zielsetzung und Aufgabe
Das Jahrbuch steht in der Tradition Katholischer Theologie, ist von den Themen und Autoren her aber ökumenisch, interdisziplinär und international ausgerichtet. Es verfolgt die Ziele, die sich der wissenschaftlichen Disziplin der Christlichen Sozialwissenschaften bzw. Christlichen Soziallehre stellen. Das Jahrbuch möchte gesellschaftliche Herausforderungen und Probleme erkennen und unter christlichen Vorzeichen deuten und beurteilen. Als wissenschaftliches Publikationsorgan ist es frei, steht aber in einer besonderen Verbindung zur gesellschaftskritischen Kompetenz christlicher Akteure und der kirchlichen, lehramtlichen Sozialverkündigung (Soziallehre der Kirche).